# Batalla de Uchumayo
La batalla de Uchumayo fue el más importante enfrentamiento de la serie de escaramuzas, previas a la batalla de Socabaya, que sostuvieron las fuerzas del Ejército Unido al mando de Santa Cruz con las restauradoras al mando de Salaverry, en las afueras de Arequipa, en los primeros días de febrero de 1836.

## Antecedentes
Tras abandonar precipitadamente la ciudad ante la hostilidad de sus habitantes y el avance de Santa Cruz, Salaverry se retiró a las inmediaciones del pueblo de Uchumayo donde a la entrada del puente hizo levantar una serie de parapetos y trincheras en los que emplazó 2 piezas de artillería protegidas por una considerable fuerza de infantería.

## La batalla

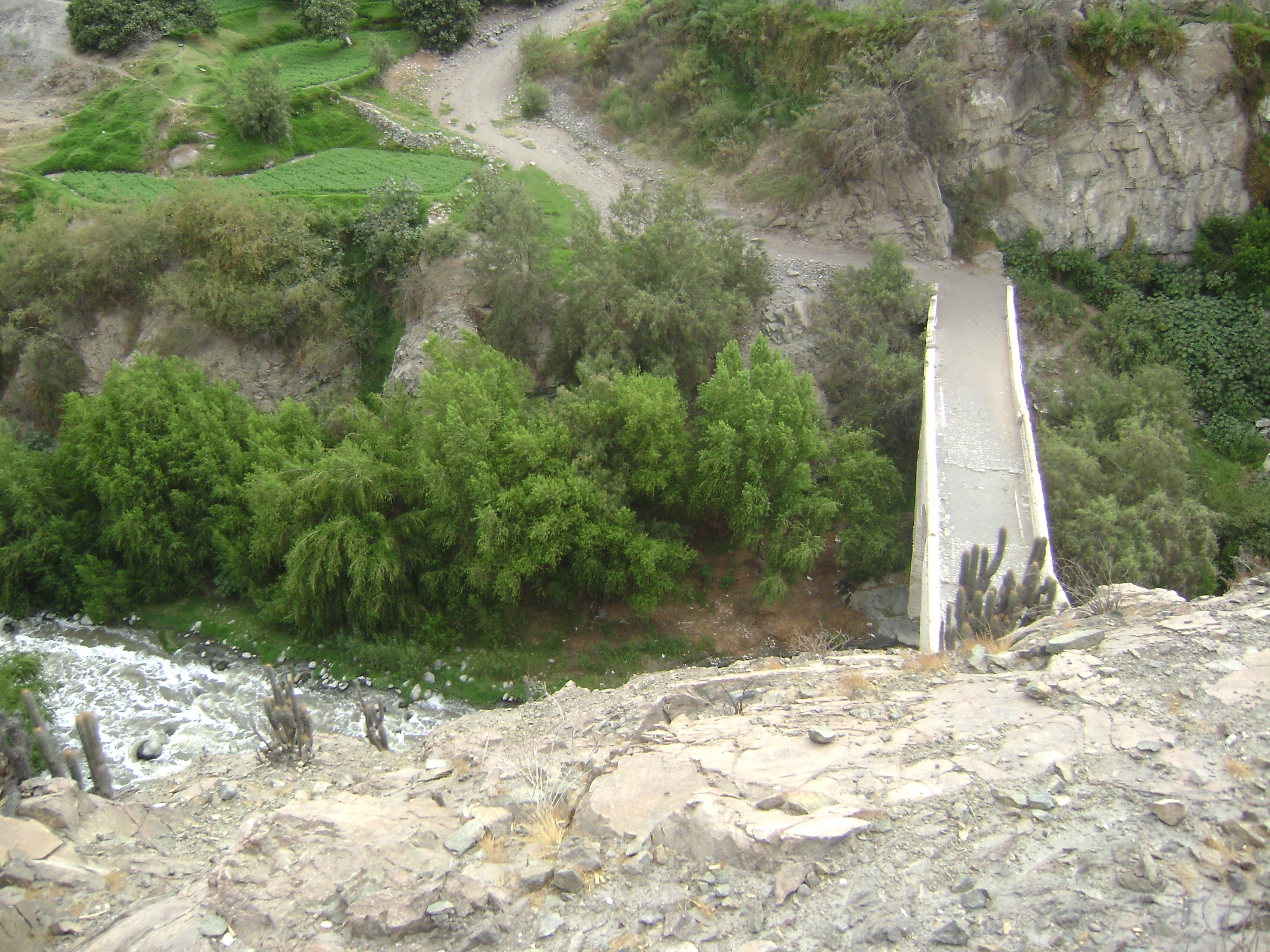
Vista del puente desde el Cerro Salaverry.

Luego de una serie de enfrentamientos menores, el Ejército Unido se desplazó hacia Uchumayo, adelantándose la vanguardia al mando del General José Ballivián quien se empeñó en forzar las posiciones enemigas con el batallón de la Guardia, cargando de frente y a pecho descubierto los soldados bolivianos lograron alcanzar las trincheras más la falta de refuerzos y lo encarnizado de la resistencia obligaron a Ballivían a replegarse no sin sufrir fuertes perdidas, a pesar de ser herido en el ataque continuo sosteniendo el combate aunque en situación muy desventajosa. Cuando Santa Cruz arribó al campo con el resto del ejército creyó un deber sostener el honor de su vanguardia boliviana así que envió una columna de cazadores y al batallón 1.º de Línea a los que relevo después el 6.º de Línea manteniéndose el ataque hasta la noche y reanudándose al día siguiente, sin que hubiera lograr tomar las trincheras.
Mientras tanto a las 5 de la tarde la división del General Anglade, formada por el batallón peruano Zepita y el 2.º de Línea boliviano más un escuadrón de caballería, había recibido orden de Santa Cruz de atravesar el río por el puente de palo y acometer a Salaverry por la retaguardia más la oscuridad de la noche y el desconocimiento del terreno hizo que Anglade perdiera la dirección y tras sostener algunos tiroteos con partidas restauradoras hubo de repasar el puente en la madrugada del 5 sin haber cumplido su misión y perdiendo algunos hombres entre muertos y prisioneros. Ante esto Santa Cruz tras 22 horas consecutivas de fuego y con el fin de sacar a Salaverry de sus atrincheramientos maniobró en retirada. El día 6 reunió su ejército en las cercanías del panteón de La Apacheta.

## Consecuencias
La vanguardia de Santa Cruz, constituida por el batallón de la Guardia tuvo 63 soldados muertos y 89 heridos, un oficial muerto, Teniente 1.º Justo Pastor Calderón, y 11 heridos entre los que figuraba el mismo General Ballivían, así como un coronel, un comandante, tres sargentos mayores, un capitán, dos tenientes 1.os y dos subtenientes. El general peruano Blas Cerdeña fue también herido de cierta gravedad por un balazo en la boca.
En su conjunto las bajas en los combates del día 4 ascendieron a 315 muertos y 284 prisioneros.
Aunque no existen datos sobre las bajas en el ejército restaurador dado que combatió parapetado, mientras que sus enemigos avanzaban al descubierto, es presumible que estas fueran considerablemente menores.
En las primeras horas del día siguiente se hizo presente en el campamento de Salaverry el teniente coronel boliviano Sagarnaga, quien portando un pliego firmado por el General Brown solicitaba a nombre del general Santa Cruz la regularización de la guerra, Salaverry aceptó y remitió al teniente coronel Guiliarte y el mayor Angulo que habían caído prisioneros en el combate del día anterior.
Envalentonados por su éxito inicial los restauradores abandonaron sus posiciones para ocupar los altos de Paucarpata para lo cual debían desfilar delante de su enemigo.
Tras la batalla, Salaverry dirigió la siguiente proclama a sus tropas:

"Soldados: Ya teneís al frente a los esplendidos vencedores de Yanacocha y a los invasores de vuestra patria. El ejercito restaurador ha visto amanecer este día de gloria y en él recogereis los laureles debidos a los valientes.

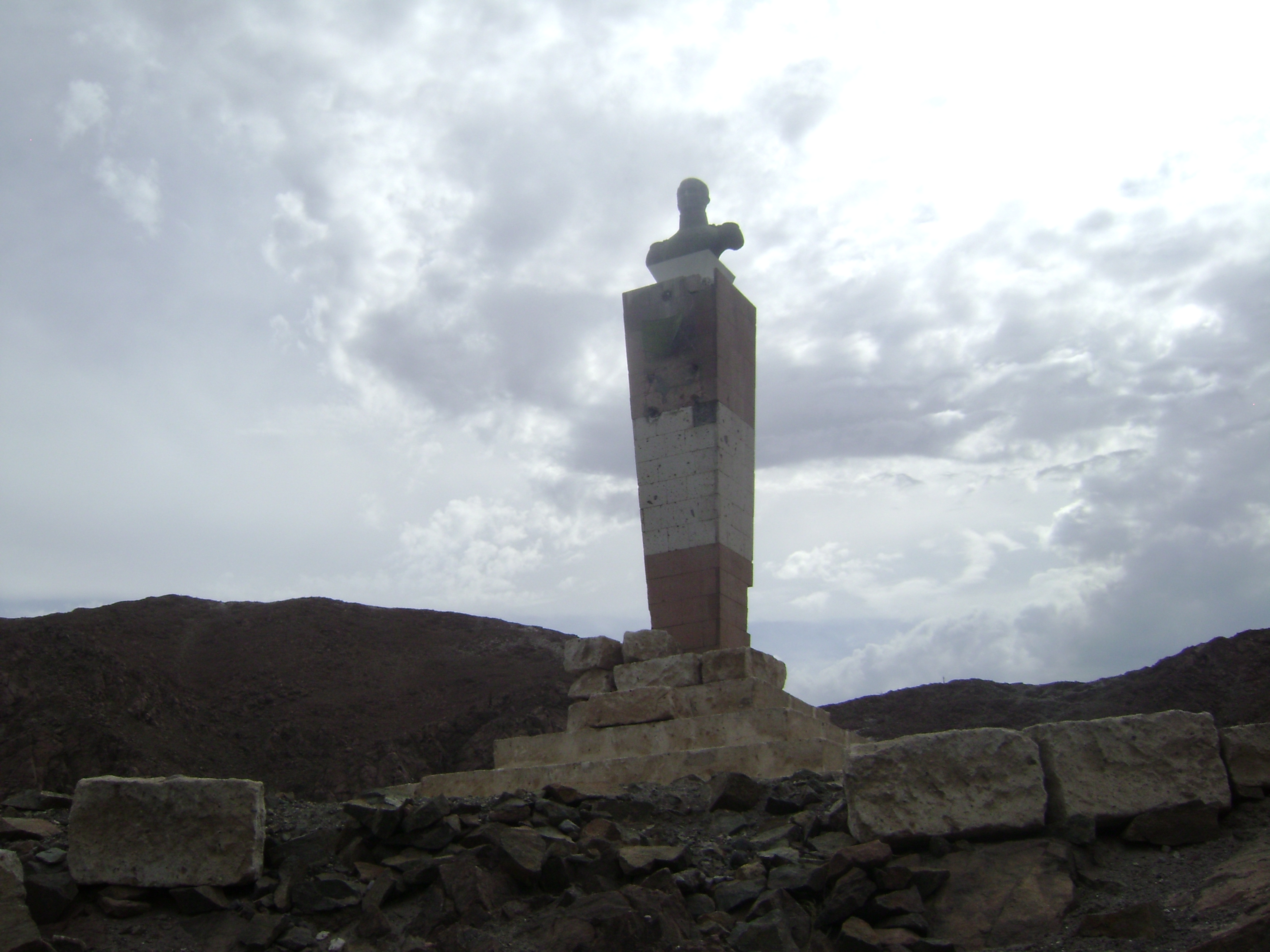
Busto del General Salaverry en el cerro que lleva su nombre

Soldados: El puente de Uchumayo intimidó a vuestros enemigos porque en él disteis pruebas de vuestro valor, y buscandolos en su retirada les obligais a aceptar una batalla, de que quisieran alejarse. Bien pronto conoceran su impotencia y vuestro valor les arrancará los supuestos laureles que recogieron en Yanacocha.
Valientes del Ejército Restaurador: los extranjeros deben ser para vosotros menos odiosos que los habitantes de Arequipa, ese pueblo desnaturalizado que se ha convertido en vuestro más crudo enemigo, es el que mas merece vuestro rigor, yo lo entrego a vuestra venganza para que experimente todos los males que merece por su criminal obstinación.

Soldados: la gloria os llama y un hermoso botín os espera en el perfido pueblo arequipeño. En todas partes vereis a vuestro lado a vuestro general Salaverry."

Sin embargo tres días después, el joven caudillo peruano sería completamente derrotado en la batalla de Socabaya, habiéndose entregado prisionero tras aceptar las propuestas del general EP Guillermo Miller, sería fusilado por Santa Cruz.